# Nevil Shute
Nevil Shute Norway, född 17 januari 1899 i London, död 12 januari 1960 i Melbourne, Victoria, var en brittisk-australisk författare och ingenjör. Han publicerade sina böcker under pseudonymen Nevil Shute.

## Biografi
Shute föddes i Ealing i London och deltog i första världskriget som soldat. Efter kriget utbildade han sig till ingenjör vid Balliol College i Oxford och tog examen 1922. Under skolloven arbetade han som frivillig hos en lokal flygplanstillverkare och tog flygcertifikat. Han fick arbete som konstruktör på de Havilland och från 1924 hos Vickers, där han arbetade med konstruktionen av det brittiska luftskeppet R100 under  Barnes Wallis. När projektet lades ner bildade han och några kollegor flygtillverkaren Airspeed Aircraft år 1931. Han lämnade företaget på 1950-talet och emigrerade till Australien,för att bli författare.

## Författarskap
Shute började att skriva redan under tiden i England och skickades till Burma som krigskorrespondent. Flera av hans romaner utspelar sig i Australien, där han också hade en kort karriär som racerförare. 
Han har skrivit 24 romaner samt självbiografin Mitt liv (Slide Rule)  varav de flesta är översatta till svenska. I romanerna kombinerar han sina ingenjörskunskaper med fiktion och i sitt kanske mest berömda verk På stranden (On the Beach) uttrycker han sina farhågor för mänskligheten efter uppfinningen av atomvapen.